# Abaucourt-Hautecourt
Abaucourt-Hautecourt è un comune francese di 101 abitanti situato nel dipartimento della Mosa nella regione del Grand Est.

## Società

### Evoluzione demografica
Abitanti censiti